# The Corrs
The Corrs est un groupe pop rock irlandais anglophone aux influences du folklore irlandais, formé à Dundalk, groupe dont les membres sont trois sœurs et un frère.

## Biographie
Les quatre membres du groupe font partie de la famille Corr, et sont nés à Dundalk (Irlande, Comté de Louth). Ils ont appris la musique et le piano pendant leur enfance, à la maison avec leurs parents qui étaient musiciens.
Subtil mélange de tradition irlandaise et de musique pop, leur premier album, Forgiven, Not Forgotten, a eu son plus grand succès en Australie. Les chansons les plus connues sont Runaway et Forgiven Not Forgotten.
L'album suivant, Talk on Corners, a été très populaire en Irlande et en Angleterre. Il contient notamment Only When I Sleep, What Can I Do, So Young et Dreams (reprise du groupe Fleetwood Mac). Une version live sera enregistrée (Unplugged) en acoustique et avec orchestre symphonique.
En 2000, l'opus In Blue, marque un virage dans le style musical du groupe, qui devient plus pop, afin de séduire le marché américain. Ils collaborent ainsi avec le producteur Robert John Mutt Lange, qui n'est autre que l'ex-mari de la chanteuse Shania Twain. Il compose avec lui les tubes Breathless, Irresistible et All The Love In The World. L'opus est un triomphe mondial, en se classant n°1 dans plus de 17 pays.
Borrowed Heaven révèle un certain retour aux sources après une longue pause de quatre ans. L'album contient des ballades mélancoliques (Angel, Long Night...) et des chansons rythmées pleines de joie de vivre, comme le tube Summer Sunshine.
L'album Home est un hommage au folklore celtique qui les a inspirés et propose de nombreuses reprises de chansons traditionnelles irlandaises, dont deux sont chantées en irlandais, Buachaill on Eirne et Brid Og Ni Mhaille. Il a notamment remporté un important succès en France, en devenant disque d'or seulement un mois après sa sortie. Home a été vendu à plus de 340 000 exemplaires en France.
En 2005, le groupe s'accorde une pause qui durera près de 10 ans. Cependant, Andrea continue sa carrière. 
En 2007, elle réalise un album solo intitulé Ten Feet High avec ses deux premiers singles Shame on You (To Keep My Love From Me) et Champagne from a Straw. L'album a été produit par Nellee Hooper, Bono et Gavin Friday. Un second album solo Lifelines sort en 2011.
En 2010, Sharon a réalisé à son tour son propre album solo, Dream of You, incluant notamment les singles It's Not a Dream et Everybody's Got to Learn Sometime, reprise du groupe britannique The Korgis. Son second album solo The Same Sun sort en 2013.
Le nombre d'albums vendus par The Corrs approchait les 60 millions en janvier 2006 d'après the Irish Singles Chart.
En juin 2015, Andrea annonce à la radio anglaise le retour des Corrs, avec un concert au BBC Radio 2 Live dans Hyde Park à Londres le 13 septembre et un nouvel album. L'album intitulé White Light qui est sorti le 27 novembre 2015 devient disque d'or au Royaume-Uni en janvier 2016. La tournée White Light Tour débute en janvier 2016 au Royaume-Uni et se poursuit en Irlande, en Espagne, en Allemagne, en Autriche, en Suisse, en Belgique, à Monaco, en France : Paris, Festival de Poupet, Festival interceltique de Lorient.
En mai 2016, un nouvel album se prépare avec le producteur américain T-Bone Burnett. Ce nouvel album intitulé Jupiter Calling sort le 10 novembre 2017 en CD et en disque vinyle, T-Bone Burnett étant un grand spécialiste du vinyle et des enregistrements en analogique ; le coffret comprend 2 disques 33-tours.

## Membres

### Membres principaux

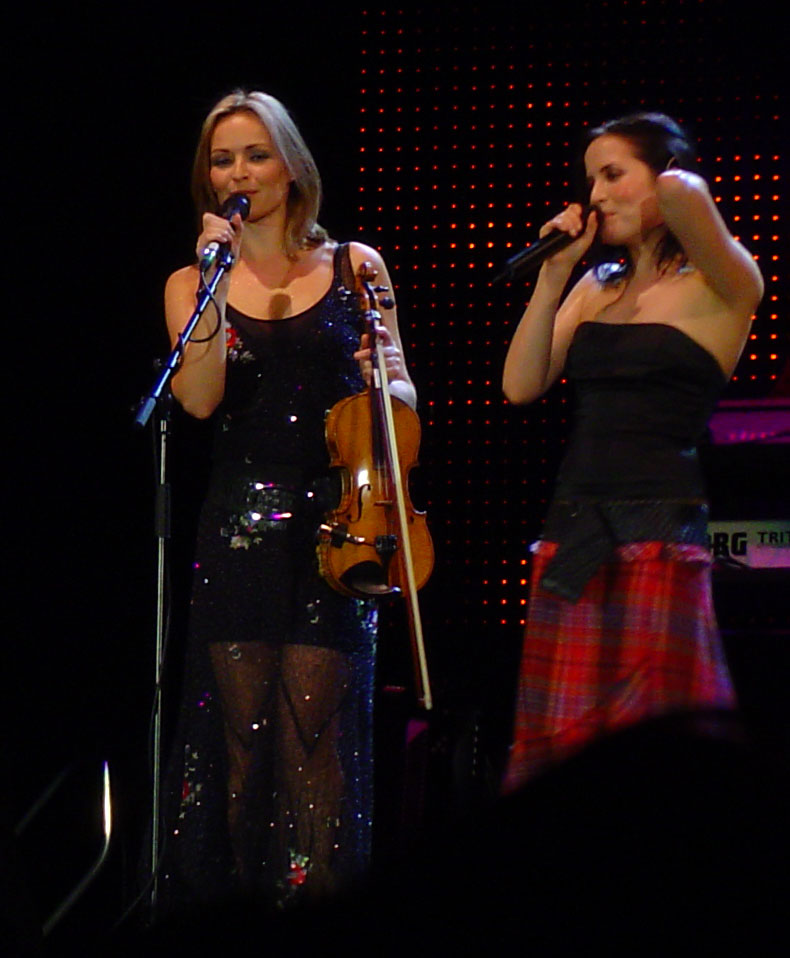
Sharon et Andrea Corr lors du concert de Stuttgart en 2004.

- Andrea Corr : chant, tin whistle (flûte traditionnelle irlandaise), piano. Son nom complet est Andrea Jane Corr. Elle est née le 17 mai 1974 à Dundalk en Irlande. C'est la chanteuse principale du groupe et la benjamine de la fratrie. Elle est classée 26e femme la plus belle du monde dans le classement FHM de 1999[3].
- Sharon Corr : chant, violon, piano, clavier. Son nom complet est Sharon Helga Corr-Bonnar. Elle est née le 24 mars 1970 à Dundalk. Elle est l'aînée des trois sœurs. Elle joue du violon depuis l'âge de 6 ans et demi.
- Caroline Corr : chant, batterie, percussions, piano, bodhràn (tambour traditionnel irlandais). Son nom complet est Caroline Georgina Corr-Woods. Elle est née le 17 mars 1973, le jour de la Saint-Patrick, à Dundalk.
- Jim Corr : guitares, claviers. Son nom complet est James Steven Ignatius Corr. Il est né le 31 juillet 1964 à Dundalk. Il est l'aîné de la fratrie. Jim a appris à jouer de la guitare vers l'âge de 13 ans. Comme ses sœurs, il a également appris le piano très jeune (vers l'âge de 4 ans).

### Musiciens additionnels
Participent également à toutes les tournées du groupe et aux enregistrements studio depuis 1995 :
- Anthony Drennan : guitare. Irlandais né à Luton en Angleterre en 1958. En plus de son implication avec The Corrs à partir de 1999, il a également participé à la tournée 1998 de Genesis (guitare et basse) et fait partie depuis 2010 de Mike + The Mechanics. Anthony joue sur diverses guitares. Il a aussi joué avec Clannad et Máire Brennan (Máire Ní Bhraonáin / Moya Brennan), sœur aînée d'Enya (Eithne Ní Bhraonáin).
- Keith Duffy : basse. Irlandais né à Drogheda (Irlande) le 2 juin 1966. Il avait auparavant participé aux tournées du groupe issus du film The Commitments auquel avaient également participé Andrea Corr et John Hugues, le manager des Corrs.

De manière plus temporaire, Conor Brady également irlandais, a participé à plusieurs dates de concert durant la tournée Talk on Corners en remplacement d'Anthony Drennan qui était occupé avec la tournée 1998 de Genesis. Conor Brady apparaît d'ailleurs dans le concert enregistré le jour de la Saint Patrick 1998 au Royal Albert Hall à Londres. De même durant la tournée Borrowed Heaven, Jason Duffy le frère de Keith, rejoint le groupe à la batterie sur de nombreuses dates durant la grossesse de Caroline Corr. Il est également à la batterie durant le concert enregistré à Genève (DVD Live à Genève) où Caroline, ayant accouché, fait son retour aux percussions.

## Discographie

### Albums studio
- 1995 : Forgiven, Not Forgotten
- 1997 : Talk on Corners
- 2000 : In Blue
- 2004 : Borrowed Heaven
- 2005 : Home
- 2015 : White Light
- 2017 : Jupiter Calling

### Compilations et live
- 1996 : Live
- 1999 : The Corrs Unplugged
- 2001 : Best of The Corrs
- 2002 : VH1 Presents: The Corrs, Live in Dublin
- 2006 : Dreams: The Ultimate Corrs Collection
- 2007 : The Works

### Discographie solo

#### Andrea
- 2007 : Ten Feet High
- 2011 : Lifelines

#### Sharon
- 2010 : Dream of You
- 2013 : The Same Sun

## DVD
- Live At The Royal Albert Hall 1998
- Live At Lansdowne Road 2000
- Unplugged 2000
- Live In London 2001
- Best Of The Corrs the videos 2002
- All the Way Home a History of The Corrs plus Live in Geneva 2004

## Récompenses
- Cara Awards :
  - Meilleur espoir (1993)
- Irma Awards :
  - Meilleurs nouveaux musiciens irlandais (1996)
- Premios Amigos :
  - Forgiven not forgotten meilleur album international (1997)
  - Meilleur groupe international & Talk on Corners meilleur album international (1998)
- Irish National Entertainment Awards :
  - Meilleur groupe irlandais (1997)
  - Meilleure musique pop (1999)
- IFPI Awards :'
  - Platinum europe award pour les albums Forgiven not forgotten & Talk on corners (1998)
- Video Billboard Awards :
  - Best Jazz Ac & New artist clip pour le clip de Dreams (1998)
- Brit Awards :
  - Meilleur groupe international (1999)
- World Music Awards :
  - Groupe irlandais le plus vendu (1999)
- Hot Press Rock Awards :
  - Meilleur groupe irlandais & meilleure performance live pour le Lansdowne Road (1999)
- Capital FM's London Awards :
  - Groupe international favori de Londres (2000)
- Singapore Radio Music Awards :
  - Meilleur groupe pop (2000)
- IFPI Awards :
  - Platinum europe award (10 millions d'albums vendus dans le monde) (2000)
- NRJ Music Awards :
  - Meilleur groupe international (2001)
- Capital FM's London Awards :
  - Meilleure performance live pour le In blue Tour (2001)
- Hot Press Music Awards :
  - Rory Gallagher Musician Award pour Caroline (2002)
- BMI Pop Awards :
  - Meilleure chanson pop pour Breathless (2002)
- Irish World Awards :
  - Meilleure performance pop (2003)
- Big Buzz Awards :
  - Meilleur groupe pop irlandais (2005)
- Premios Ondas :
  - Prix spécial du jury pour l'ensemble de leur carrière musicale (2005)